# 影佐禎昭
影佐 禎昭（かげさ さだあき、1893年（明治26年）3月7日 - 1948年（昭和23年）9月10日）は、日本の陸軍軍人。最終階級は陸軍中将。

## 来歴・人物
広島県沼隈郡柳津村（後の松永市柳津町、現・福山市柳津町）に生まれる。幼名は亨（陸大学生時代に禎昭に改名）。影佐家は代々、広島浅野藩士の家系。
小学校を卒業後、姉の住んでいた大阪に出て、大阪府立市岡中学校を経て1914年、陸軍士官学校を優等卒業（26期）。1917年、陸軍砲工学校高等科第23期を優等で卒業。1923年、陸軍大学校優等卒業（35期）。大尉時代の1925年4月から1928年3月まで東京帝国大学政治科で学んだ学究肌。その後、参謀本部付として中国と深く関わり、陸軍部内でも中国通として一際目立つ存在となった。満州事変直前の1931年9月4日の講演では、「蔣介石が我国の恩を忘れて反抗せるは言語道断である……支那に対し平和の解決は至難であるから戦争は避け得られない。諸君は陸軍の後援者となりて鞭撻せられんことを切望す」と国民を扇動した。
1937年陸軍参謀本部第7課（支那課長）、大佐昇進。同年11月、日中戦争が泥沼化の様相を呈すると、参謀本部第2部（情報部）では対支特務工作専従の部署の必要性に迫られ、新たに第8課（宣伝謀略課）を設置し、影佐は初代課長に据えられ日中戦争初期の戦争指導に当たる。その後、軍務課長を歴任し民間人里見甫を指導し中国の地下組織・青幇（チンパン）や、紅幇（ホンパン）と連携し、上海でのアヘン売買を行う里見機関を設立。中国で阿片権益による資金は関東軍へ流れたという。また板垣征四郎陸軍大臣の有力なブレーントラストとしても知られ、興亜院創設に至るまでの紛糾に際しての巧妙な処理等で名を挙げた。
1939年、日本陸軍は日中戦争の戦局打開のため、蔣介石と対立した中国国民党親日派の汪兆銘に協力し汪政権樹立を計画。影佐を長とする通称「梅機関」（影佐機関）工作を進め成功。1939年2月頃、活動を休止した土肥原機関を受け継いだ。この中に晴気慶胤少佐を長とするテロ組織「ジェスフィールド76号」も含まれていた。同年少将に昇進、支那派遣軍総司令部付。翌1940年3月、南京政府樹立で「梅機関」はその役目を終え正式に解散した。4月、汪政府樹立後は汪政府の軍事最高顧問に就任。「影佐機関」は解散したが、上海と南京にそのネットワークは残り、南京政府操縦工作と重慶政府攪乱工作を続けた。
しかし東條英機内閣総理大臣から「影佐は中国に対して寛大すぎる」と判断され、1942年北満国境の第7砲兵司令官へ転任。同年中将、翌1943年にラバウルの第38師団長へ転任。ズンゲンの戦いで生き残ってしまった成瀬部隊に玉砕を命じた。この顛末は水木しげるの漫画「総員玉砕せよ!」に描かれている。米軍がラバウルを越えて日本本土へ向かったことから、孤立状態の当地で終戦を迎えた。1945年12月に中国政府から戦犯指名を受け身柄を要求されたが肺結核のため裁判に至らず、1946年5月復員し入院。1947年（昭和22年）11月28日、公職追放仮指定を受けた。病状の悪化により、1948年9月10日獄死した。享年56。

## 家族
2人の娘はそれぞれ陸軍少佐時乗武雄、谷垣専一元文部大臣に嫁ぐ。谷垣禎一（第24代自由民主党総裁、第47代党幹事長）は孫。名前の一字は、影佐の名からとったもの。

## エピソード
1935年頃の上海領事石射猪太郎は影佐を「面と向かっては態度慇懃、話が軽妙で、外面的には練れた人物であったが、一寸も油断のならない、鋭い謀略家であった」と評している。
大佐時代の1938年に出版された人物評では「部内の者によく、政治家によく、民間の者によい。」と各方面に知己を得る者として、将来を嘱望されている。

## 栄典
勲章
- 1940年（昭和15年）8月15日 - 紀元二千六百年祝典記念章[7]
- 1941年（昭和16年）11月11日  - 勲二等瑞宝章[8]

## 書籍・参考文献
- 影佐禎昭　『曾走路我記』（みすず書房、「現代史資料」13「日中戦争5」所収）
- 世話人会『人間影佐禎昭』（非売品、昭和55年）
- 浅田百合子『日中の架け橋～影佐禎昭の生涯～』（新風舎、2003年）
- 伴繁雄『陸軍登戸研究所の真実』（芙蓉書房、2001年）
- 今井武夫『支那事変の回想』（みすず書房、1964年）
- 高橋久志監修　今井貞夫著『幻の日中和平工作』（中央公論事業出版、2007年）
- 千賀基史『阿片王一代 中国阿片市場の帝王・里見甫の生涯』（光人社、2007）
- 秦郁彦『人物群像・昭和の軍人達（第14回）影佐禎昭ー汪政権の産みの親』（経済往来1980年5月号）
- 秦郁彦『近代日本と中国（33）影佐禎昭と辻政信』（朝日ジャーナル1972年9月29日号）
- 『時代を創る人々』（1935年）
- 塚本誠『ある情報将校の記録』（中公文庫、1998年）
- 外山操 編『陸海軍将官人事総覧 陸軍篇』芙蓉書房出版、1981年。ISBN 4829500026。